# John Earman
John Earman (n. 1942) es un filósofo de la ciencia estadounidense. Actualmente es profesor emérito de Historia y Filosofía de la ciencia en la Universidad de Pittsburgh. También ha sido profesor de la UCLA, la Universidad Rockefeller y la Universidad de Minnesota, y fue presidente de la Philosophy of Science Association [Asociación de la Filosofía de la ciencia]. Recibió su doctorado en Princeton en 1968. Earman forma parte de los consejos de redacción de las revistas Studies in History and Philosophy of Modern Physics y Physics in Perspective, y es miembro de la  American Academy of Arts and Sciences y de la American Association for the Advancement of Science.

## Teorías
Earman ha contribuido notablemente al debate relativista sobre el llamado "argumento del agujero" (cfr. sección en "Filosofía del espacio y el tiempo") enunciado por Einstein en 1913, como parte de las investigaciones que lo condujeron a la formulación de la relatividad general (GTR). Dicho argumento fue reformulado en el contexto moderno por "los tres John": John Earman, John Stachel y John Norton.
Tras la publicación de la relatividad general, el debate tradicional entre absolutismo y relacionismo filosófico se ha trasladado a otro que plantea si el espacio-tiempo es o no una sustancia, ya que la GTR en gran medida excluye la existencia de, por ejemplo, posiciones absolutas. El "argumento del agujero", ofrecido por Earman es un poderoso argumento en contra del sustantivismo del espacio-tiempo. Earman sostiene que la relatividad general es distinta de otras teorías del espacio-tiempo en que su geometría es dinámica, y por tanto el argumento del agujero solo puede aplicarse a dichas teorías.
No desconectado de este tema, Earman ha estudiado asimismo en profundidad el debate clásico entre determinismo y libre albedrío. Sobre este tema escribió en 1986 su libro más influyente: A Primer on Determinism, en el que describe la evolución de la mecánica determinista clásica pre-newtoniana hasta la mecánica cuántica; ésta, según el autor, es más determinista aún que la que la precedió. La física cuántica se comprometió a erradicar la clásica imagen determinista del mundo, sin embargo, «más de tres cuartos de siglo desde el advenimiento de la teoría cuántica, no tenemos de ello más que una imagen borrosa. Una sorprendente —y frustrante— característica de la teoría radica en el contraste entre la exquisita precisión de sus predicciones empíricas, por una parte, y la extravagancia de sus "consecuencias" metafísicas, por otra». Earman, en efecto, señala que la evolución de la ecuación de onda de Schrödinger es tan determinista como la mecánica clásica: sus predicciones se han verificado con una precisión aún mayor que las de la mecánica clásica.
Sobre el tiempo cosmológico, Earman, en su libro Bangs, Crunches, Whimpers, and Shrieks, rebatió la tesis sobre el universo de Gödel, que permite la posibilidad de curvas temporales cerradas dirigidas hacia el futuro, como no características del mundo real: Gödel había fracasado en demostrar la ausencia del tiempo en nuestro mundo. Earman hizo notar «la relativa falta de moral filosófica que Gödel quería extraer de sus soluciones a las ecuaciones EFE [ecuaciones de campo de Einstein]».

### Artículos y trabajos en curso
- "The ‘Past Hypothesis’: Not Even False," Studies in History and Philosophy of Science 37 (2006): 399-430.
- "In the Beginning, At the End, and All in Between: Cosmological Aspects of Time," F. Stadler and M. Stöltzner (eds.), Time and History: Proceedings of the 28th International Ludwig Wittgenstein Symposium (Ontos-Verlag, 2006).
- "Aspects of Determinism in Modern Physics" en J. Butterfield y J. Earman (eds.), Handbook of the Philosophy of Science. Philosophy of Physics (Elsevier, 2007).
- "Do the Laws of Physics Forbid the Operation of Time Machines?" (con Christopher Smeenk and Christopher Wüthrich), Synthese, en prensa.
- "Self-Adjointness: Implications for Determinism and the Classical-Quantum Correspondence," Synthese, en prensa.
- "Superselection for Philosophers," Erkenntnis, en prensa.
- "The Emperor's New Theory: The Semantic/Models View of Theories."
- "Sharpening the Electromagnetic Arrow(s) of Time."
- "Pruning Some Branches from 'Branching Spacetimes'."
- "Models for an Evolving Block Universe."[1]